# Шидфар Бетсі Яківна
Бе́тсі Я́ківна Ши́дфар (уроджена Шустер, рос. Бетси Яковлевна Шидфар; *27 лютого 1928, Харків  — 29 травня 1993, Москва) — радянська російська філологиня, сходознавець-арабіст, перекладачка. Одна з найбільших знавців арабського мови і літератури. Перекладачка Корану.

## Біографія
Бетсі Яківна Шустер народилася 27 лютого 1928 року в селищі Зміїв під Харковом у єврейській родині. Мати була мікробіологом, а батько — лікарем широкого профілю, що поєднував функції терапевта, хірурга та будь-якого іншого медика, необхідного для мешканців невеликого поселення.
Батьки Бетсі Шидфар брали участь у боротьбі з епідеміями, що вирували під час голоду у СРСР у 1930-ті, зокрема лікували хворих у Казахстані. Пізніше Яків Шустер був призначений начальником санітарно-епідеміологічної служби в Туапсинському порту, представлений до нагороди. Також брав участь у Радянсько-фінській війні та Німецько-радянській війні. Мати Бетсі Яківни війну працювала у Центральному шпиталі Чорноморського флоту, а Бетсі з 14 років там же працювала санітаркою.
Сім'я пережила оборону Севастополя й була евакуйована разом з частинами Червоної армії, що відступали. Потім були воєнні будні у Туапсе, під Новоросійськом та на Малій землі.
Після війни Бетсі вступила до мореходки, оскільки мріяла стати капітаном морського корабля. Цьому вибору посприяв батько, що влаштувався лікарем на флоті. Однак після заборони жінкам обіймати посади вище штурманів річкових суден, Бетсі Яківна відрахувалася з училища.
У 1946 році Бетсі Шидфар поїхала до Ленінграда, де успішно вступила до ЛДУ на Східний факультет. Навчалася на арабському відділенні, де викладав блискучий арабіст І. Ю. Крачковський, який читав курси єгипетського, сирійського та ліванського діалектів, а також вів заняття з Корану та арабської літератури.
Закінчила Східний (1951, спеціальність — арабіст) і філологічний (1952, екстерн, спеціальність — романіст, спеціаліст з іспанської філології) факультети ЛДУ.
У 1952—1955 роки працювала методистом, завідувала кабінетом і викладала російську мову в Бухарському інституті удосконалення учителів.
У 1955—1958 роки у Середньозійському державному університеті в Ташкенті. У 1956 році Бетсі Шидфар вступила до аспірантури Інституту сходознавства Академії наук Узбецької РСР.
У 1959 році Бетсі Яківна під час відрядження до Москви познайомилась з іранським політичним емігрантом Каземом Алієвичем Шидфаром, і того ж року вийшла за нього заміж.
У 1960—1993 роках професор кафедри мов країн Близького і Середнього Сходу МДІМВ.
У 1962 році під керівництвом М. О. Сальє захистила кандидатську дисертацію (філологія) на тему «Историк и философ XI в. Ибн Мискавейх».
У 1972 році захистила докторську дисертацію «Образная система арабской классической литературы».
У 1975 році Б. Я. Шидфар присвоєно вчене звання професор.
Померла 28 травня 1993 року в Москві. Похована на Мітінському цвинтарі в Москві.
У 2011 році було видано мистецько-біографічний роман «Абу Нувас» про «арабського Гейне», що 30 років пролежав у столі.

## Творчість
Ще навчаючись у ЛДУ, Бетсі Яківна почала займатись арабською романтичною літературою Андалусії. Предметом її наукових пошуків і студій стала творчість Ібн Кузмана, Ібн Сахля аль-Андалусі, Ібн Хузайля аль-Андалусі.

### Переклад Корану
Б. Я. Шидфар разом з колективом сходознавців узяла участь у великому проєкті з перекладу головних джерел ісламу, одним з яких є Коран. Переклад Корану за її життя не був опублікований. Чільною метою цієї багаторічної праці було намагання передати не лише точний смисл тексту Корану, а і його стилістичні особливості. Ця праця вийшла вперше через десятиліття по смерті Б. Я. Шидфар (2003).